# マジェスティックプリンス
マジェスティックプリンス（Majestic Prince、1966年 - 1981年4月22日）は、アメリカ合衆国で生産・調教されたサラブレッドの競走馬、および種牡馬。ケンタッキーダービーとプリークネスステークスに勝ち、アメリカ競馬史上初めて無敗でクラシック二冠を達成したが、ベルモントステークスで敗れた。1988年、アメリカ競馬殿堂入り。その人気から「ザ・プリンス」という愛称がつけられていた。

## 経歴

### 幼駒時代
1967年9月のキーンランド競馬場のイヤリングセールにおいて、カルガリーの石油商フランク・マクマホンが25万ドルという当時の最高記録の価格で購入した馬である。マジェスティックプリンスと名付けられた同馬は、マクマホンと同じアルバータ州の出身で、騎手時代からマクマホンと懇意であったジョニー・ロングデン調教師に預けられた。
1968年にデビューし、2戦2勝の成績で2歳シーズンを終えた。3歳シーズンに入ってからも無敗を保ち、サンヴィンセントステークスやサンタアニタダービーなどに勝って、クラシック戦線における西海岸地区の最有力候補に目されるようになった。

### 二冠の達成
1969年のケンタッキーダービーには強豪と目された馬が集まったため、8頭立てでの競馬となった。1番人気にはフロリダダービー勝ちなどの実績を誇る1968年の最優秀2歳牡馬トップナイトが推され、マジェスティックプリンスは2番人気に、ウッドメモリアルステークス勝ちのダイクが3番人気、ブルーグラスステークス勝ちのアーツアンドレターズが4番人気に据えられ、それ以外の出走馬はどれもが大穴扱いになるほど有力候補たちが人気を寡占した。
外枠から発走したマジェスティックプリンスは後方につけ、1マイルの標識に近付いた頃に先行するアーツアンドレターズに襲いかかった。激しい追い上げによりクビ差で競り勝ち、ケンタッキーダービー馬の称号を勝ち取った。無敗でのケンタッキーダービー優勝は、1922年のモーヴィッチ以来47年振りのものであった。
マジェスティックプリンスは続くプリークネスステークスに出走、ここでもアーツアンドレターズとの接戦をアタマ差で制して、無敗でのアメリカ三冠にリーチを掛けた。

### 三冠目の敗北
しかしプリークネスステークス勝ちの翌朝、ロングデンは記者会見を開いてマジェスティックプリンスの右前脚の腱に異常があること、このままではベルモントステークスにベストの状態で望めないためカリフォルニアで休養を取ることを発表した。記者の質問に対して、同席したマクマホンも調教師に同意する旨を述べたが、その上で「We want a Triple Crown, not a Crippled Crown.（我々は三冠が欲しい、欠けた冠は要らない。）」と付け加えた。
アメリカ三冠馬は21年前のサイテーション以来久しく出ておらず、前年もフォワードパスがベルモントステークス2着で三冠を逃したばかりであった。人気の沸騰したマジェスティックプリンスには「無敗の三冠」という史上に残る大記録の達成の期待が多大に寄せられており、ロングデンの「故障によりベストではないが、出走は可能」という弱気めいた発言は、さらにそれを煽り立てた。
当初ロングデンは回避を勧め、マクマホンも長い相談の上でこれに同意していたが、結局ベルモントステークスへの出走を決めてしまった。マクマホンが決定を覆した理由は今日まで多くの推測を生んでいるが、ホイットニー・タワーがスポーツ・イラストレイテッド誌で発表した「The Prince Ducks the Big One（ザ・プリンスは大競走を回避する）」という記事に代表されるような、メディアによる煽り立てのプレッシャーが大きな要因になったという説がよく聞かれる。
「無敗の三冠馬」となるべくして、マジェスティックプリンスはベルモントステークスに出走した。しかし、競走を制したのは2度破ったはずのアーツアンドレターズで、マジェスティックプリンスは5馬身半も離された2着に敗れてしまった。競走後、騎乗したビル・ハータックは「馬は傷ついていた。我々はこのベルモントに出るべきでなかった。」と語り、ロングデンもまた「プリークネスの時点で、馬が右前脚を気にしていたが、それは警告だったのだ。やはり我々は出るべきでなかった。」と語っている。
ロングデンはマジェスティックプリンスをカリフォルニアで休養させ、シーズン後半に復帰させることを目していた。しかし、マジェスティックプリンスには既に180万ドルもの巨額シンジケートが組まれており、その圧力から引退せざるを得なくなった。
マジェスティックプリンスの抜けた3歳馬路線では、新たな主役となったアーツアンドレターズが大活躍を繰り広げ、同年の年度代表馬・最優秀3歳牡馬に輝いている。このため、マジェスティックプリンスはシーズン前半に多大な人気を誇ったにもかかわらず、年度代表馬表彰はひとつも得ることが出来なかった。

## 種牡馬
引退後のマジェスティックプリンスはケンタッキー州レキシントンのスタンドスリフトファームに繋養され、亡くなるまでに33頭のステークス勝ち馬を輩出している。代表産駒に、1979年のベルモントステークス優勝馬のコースタルなどがいる。子孫は今なお残っており、2001年・2010年にはそれぞれ4代先にあたるモナーコス・スーパーセイヴァーがケンタッキーダービーを制している。
1981年に心臓麻痺により死亡。15歳であった。

## 評価

### 主な勝鞍
1968年（2歳）　2戦2勝
1969年（3歳）　8戦7勝
ケンタッキーダービー、プリークネスステークス、サンタアニタダービー、サンヴィンセントステークス
2着 - ベルモントステークス

### 表彰
- 1988年 - アメリカ競馬名誉の殿堂博物館に殿堂馬として選定される。
- 1999年 - ブラッド・ホース誌の選ぶ20世紀のアメリカ名馬100選において、第46位に選ばれる。

## エピソード
- ジョニー・ロングデンは、騎手時代にも1943年にカウントフリートに騎乗してケンタッキーダービーに勝っている。マジェスティックプリンスの勝利によって、ロングデンはアメリカ競馬史上初の騎手・調教師の両方でケンタッキーダービーを制した人物となった。この快挙は2008年現在まで、ロングデン以外には達成者が出ていない。
- 「無敗の三冠」の快挙は、1977年にシアトルスルーが達成した。マジェスティックプリンスの挑戦から8年後のことである。

## 血統表
| マジェスティックプリンスの血統（レイズアネイティヴ系 / Gainsborough 母内5x5=6.25%、 Blenheim 母内5x5=6.25%） | マジェスティックプリンスの血統（レイズアネイティヴ系 / Gainsborough 母内5x5=6.25%、 Blenheim 母内5x5=6.25%） | マジェスティックプリンスの血統（レイズアネイティヴ系 / Gainsborough 母内5x5=6.25%、 Blenheim 母内5x5=6.25%） | （血統表の出典） | （血統表の出典） |
| 父 Raise A Native 1961 栗毛 アメリカ                                                                         | 父の父Native Dancer 1950 芦毛 アメリカ                                                                       | Polynesian                                                                                                   | Unbreakable      | Unbreakable      |
| 父 Raise A Native 1961 栗毛 アメリカ                                                                         | 父の父Native Dancer 1950 芦毛 アメリカ                                                                       | Polynesian                                                                                                   | Black Polly      |                  |
| 父 Raise A Native 1961 栗毛 アメリカ                                                                         | 父の父Native Dancer 1950 芦毛 アメリカ                                                                       | Geisha | Discovery        | Discovery        |
| 父 Raise A Native 1961 栗毛 アメリカ                                                                         | 父の父Native Dancer 1950 芦毛 アメリカ                                                                       | Geisha | Miyako           |                  |
| 父 Raise A Native 1961 栗毛 アメリカ                                                                         | 父の母Raise You 1946 栗毛 アメリカ                                                                           | Case Ace | Teddy            | Teddy            |
| 父 Raise A Native 1961 栗毛 アメリカ                                                                         | 父の母Raise You 1946 栗毛 アメリカ                                                                           | Case Ace | Sweetheart       |                  |
| 父 Raise A Native 1961 栗毛 アメリカ                                                                         | 父の母Raise You 1946 栗毛 アメリカ                                                                           | Lady Glory                                                                                                   | American Flag    | American Flag    |
| 父 Raise A Native 1961 栗毛 アメリカ                                                                         | 父の母Raise You 1946 栗毛 アメリカ                                                                           | Lady Glory                                                                                                   | Beloved          |                  |
| 母 Gay Hostess 1957 栗毛 アメリカ                                                                            | 母の父Royal Charger 1942 栗毛 イギリス                                                                       | Nearco | Pharos           | Pharos           |
| 母 Gay Hostess 1957 栗毛 アメリカ                                                                            | 母の父Royal Charger 1942 栗毛 イギリス                                                                       | Nearco | Nogara           |                  |
| 母 Gay Hostess 1957 栗毛 アメリカ                                                                            | 母の父Royal Charger 1942 栗毛 イギリス                                                                       | Sun Princess                                                                                                 | Solario          | Solario          |
| 母 Gay Hostess 1957 栗毛 アメリカ                                                                            | 母の父Royal Charger 1942 栗毛 イギリス                                                                       | Sun Princess                                                                                                 | Mumtaz Begum     |                  |
| 母 Gay Hostess 1957 栗毛 アメリカ                                                                            | 母の母Your Hostess 1949 栗毛 アメリカ                                                                        | Alibhai | Hyperion         | Hyperion         |
| 母 Gay Hostess 1957 栗毛 アメリカ                                                                            | 母の母Your Hostess 1949 栗毛 アメリカ                                                                        | Alibhai | Teresina         |                  |
| 母 Gay Hostess 1957 栗毛 アメリカ                                                                            | 母の母Your Hostess 1949 栗毛 アメリカ                                                                        | Boudoir | Mahmoud          | Mahmoud          |
| 母 Gay Hostess 1957 栗毛 アメリカ                                                                            | 母の母Your Hostess 1949 栗毛 アメリカ                                                                        | Boudoir | Kampala F-No.4-d |                  |

- 近親はブードワール#ゲイホステス系を参照。